# Zossener Straße 5

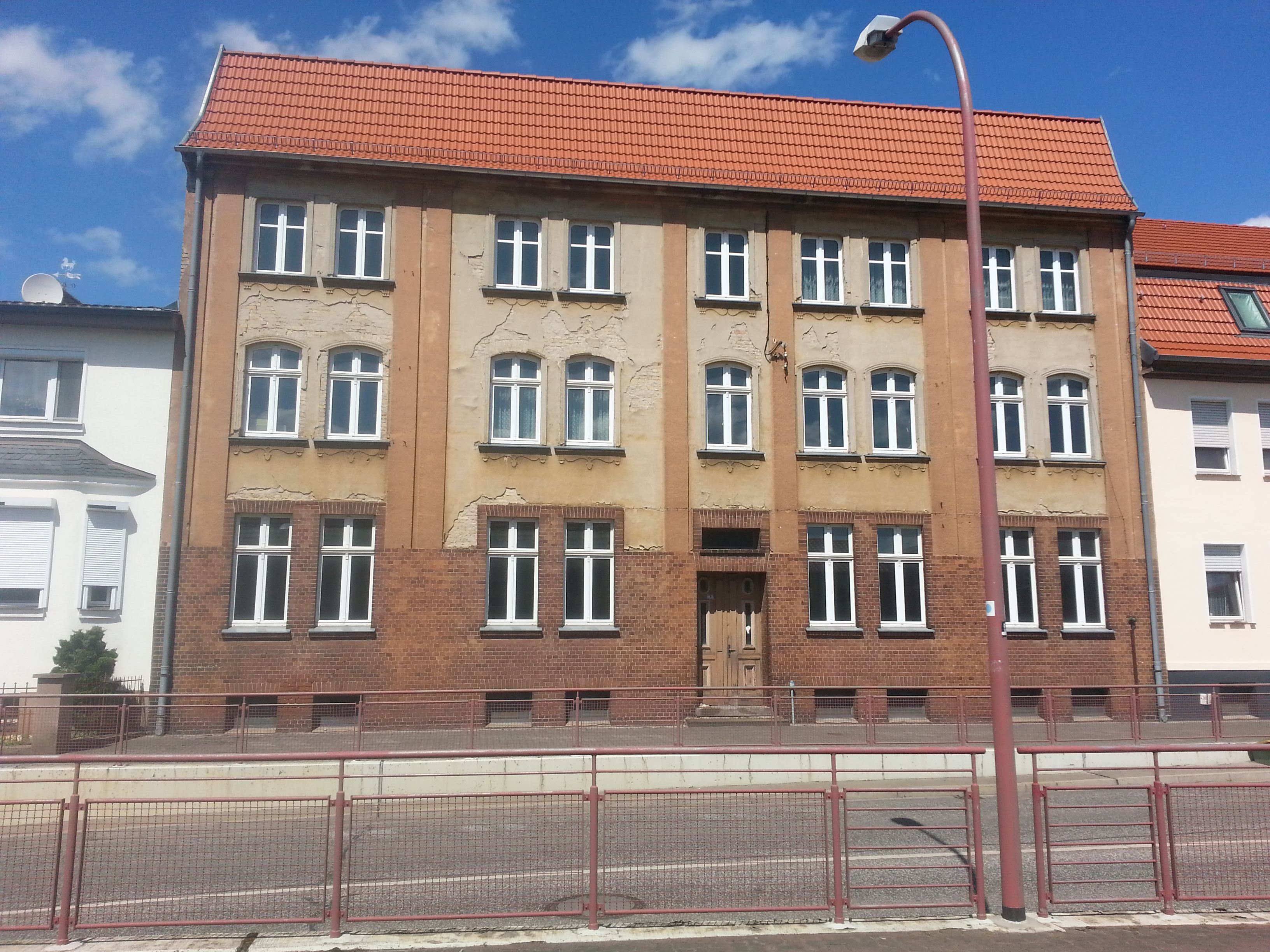
Zossener Straße 5

Das Gebäude Zossener Straße 5 ist ein Baudenkmal in der Stadt Trebbin im Landkreis Teltow-Fläming im Land Brandenburg.

## Architektur und Geschichte
Das zwischen 1905 und 1910 errichtete Wohnhaus ist aus Ziegeln massiv errichtet und hat eine verputzte Fassade. Es ist dreigeschossig, in neun Achsen gegliedert und hat ein Berliner Dach.